# Schizopathes affinis
Schizopathes affinis är en korallart som beskrevs av Brook 1889. Schizopathes affinis ingår i släktet Schizopathes och familjen Schizopathidae. Inga underarter finns listade i Catalogue of Life.